# Morris vattenlabyrint
Morris vattenlabyrint (Morris water maze eller Morris water navigation task) är en metod som används inom neurovetenskap för att studera minne och rumsuppfattning. Testet utvecklades 1981 av Richard G. Morris, som använde det för att visa att skador på hippocampus försämrade rumsuppfattningen.
Testet har blivit ett av de vanligaste verktygen inom neurovetenskapen och kan användas för att undersöka kognitiva funktioner och främst kognitiv flexibilitet.

## Översikt
En råtta eller mus placeras (med ryggen först för att undvika stress) i en öppen vattenbehållare och med huvudet mot kanten för att undvika metodfel. I behållaren finns en plattform gömd strax under vattenytan. Omkring vattnet finns visuella markörer, till exempel former eller färger, tydligt synliga för försöksobjektet. Vattenmassan är vanligen mellan 1,2 och 1,8 meter i diameter och 30 till 60 centimeter djupt. En vägg förhindrar djuret från att klättra ur vattnet.
När djuret släpps i vattnet simmar det runt för att hitta en utväg samtidigt som dess aktivitet studeras, såsom
- hur mycket tid det ägnar i olika delar av vattnet
- hur länge det tog att hitta plattformen
- hur långt djuret simmar innan det hittade plattformen

Viljan att komma upp ur vattet förstärker motivationen att snabbt hitta plattformen och vid efterföljande försök, där plattformen är placerad på samma ställe, hittar djuren oftast snabbare till plattformen.